# Arne Halse
Arne Halse (Kristiansund, Møre og Romsdal, 30 d'octubre de 1887 – Trondheim, Sør-Trøndelag, 3 de juliol de 1975) va ser un atleta noruec especialitzat en el llançament de javelina que va competir a principis del segle xx.
El 1906 va prendre part en els Jocs Intercalats d'Atenes, on disputà la prova del  llançament de javelina, en què acabà setè. Als Jocs de Londres, el 1908, guanyà la medalla de plata en el llançament de javelina i la de bronze en la variant de javelina estil lliure. Es desconeix la posició final en què acabà en la prova del llançament de pes.
El 1912, a Estocolm, disputà els seus tercers i darrers Jocs Olímpics. Fou setè en el llançament de javelina tradicional i cinquè en el llançament de javelina a dues mans.
El 1905, 1906, 1907 i 1909 es proclamà campió nacional de javelina i el 1906, 1907 i 1909 de pes.